# 嚴先生祠堂記
《嚴先生祠堂記》乃北宋政治家范仲淹名作之一。 約寫於范仲淹出任睦州太守時期。

## 背景

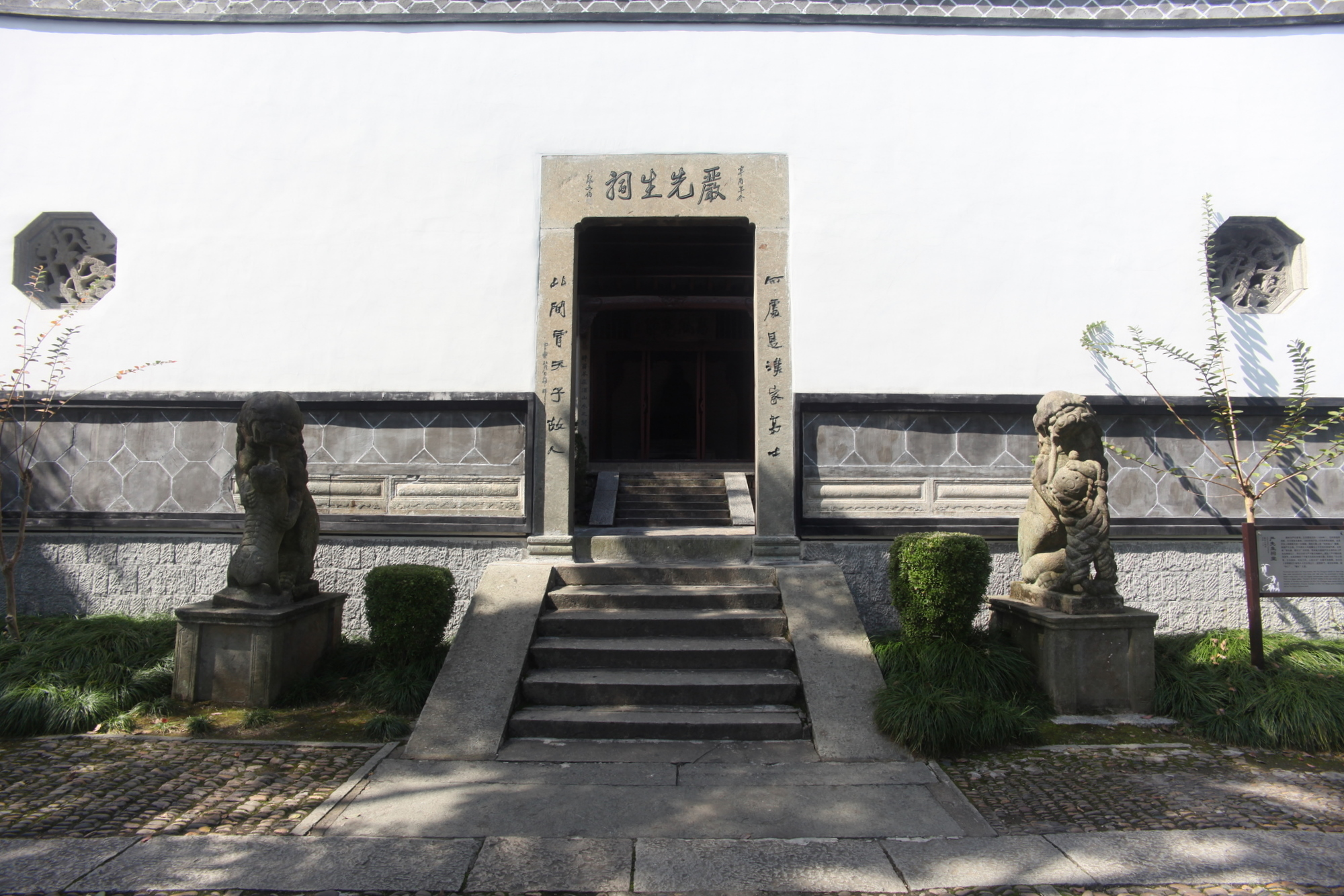
桐庐严子陵钓台严先生祠

嚴先生指東漢文士嚴光(字子陵)，生卒年不詳。會稽余姚人，少年時與漢光武帝劉秀是要好的同窗。劉秀起兵，嚴光積極幫助，及劉秀稱帝，嚴光卻隱姓埋名，垂釣於富春江畔，光武帝多次延聘，二人嘗同床共臥，暢敘達旦，然而嚴光仍不為所動，寧願退隱于富春山。後人皆稱頌嚴光高風亮節，不為高官厚祿所動。
范仲淹于宋仁宗明道年間被貶謫至睦州（相当于今浙江桐庐、建德、淳安），始建嚴先生祠，使其后人奉祀，并作此记。纪念严先生的高风千古的同時也記託自己從政上的挫折無奈。

## 原文
先生，汉光武之故人也。相尚以道。及帝握《赤符》，乘六龙，得圣人之时，臣妾亿兆，天下孰加焉？惟先生以节高之。既而动星象，归江湖，得圣人之清。泥涂轩冕，天下孰加焉？惟光武以礼下之。
　　在《蛊》之上九，众方有为，而独“不事王侯，高尚其事”，先生以之。在《屯》之初九，阳德方亨，而能“以贵下贱，大得民也”，光武以之。盖先生之心，出乎日月之上；光武之量，包乎天地之外。微先生不能成光武之大，微光武，岂能遂先生之高哉？而使贪夫廉，懦夫立，是大有功于名教也。
　　仲淹来守是邦，始构堂而奠焉，乃复为其后者四家，以奉祠事。又从而歌曰∶“云山苍苍，江水泱泱，先生之风，山高水长！” 

## 名人評語
在湖南省立第一師范求學時，毛澤東曾因如何評價嚴光的問題，跟同學蕭瑜爭論起來。當時，蕭瑜寫了一篇名為《評〈嚴先生祠堂記〉》的文章，對范仲淹的這一名篇提出異議。他認為，光武帝請嚴光出仕，未必是求賢若渴﹔嚴光拜訪光武帝亦表明其愛慕虛榮。毛澤東不同意這種見解。不過，毛澤東對嚴光堅辭不仕的態度也是批評的，他認為嚴光應當如同早他200年的張良輔佐漢高祖一樣，輔助光武帝。
毛澤東認為古代賢者“有辦事之人，有傳教之人”，還有“辦事而兼傳教之人”。他認為更可貴更可佩的是那些“辦事而兼傳教之人”。毛澤東認為范仲淹就是這樣的人。嚴光雖然能夠“正風俗”，然而卻沒有出來“辦事”，其實是一件憾事。